# Torymidae
Famille
Sous-familles de rang inférieur
- Megastigminae
- Monodontomerinae
- Toryminae

Les Torymidae sont une famille d'hyménoptères apocrites térébrants de la super-famille des Chalcidoidea. Contrairement à la plupart des familles de ce groupe, ses espèces sont majoritairement phytophages, quelques genres étant parasitoïdes d'oothèques de mantes.
Ils sont répartis en 3 sous-familles : Megastigminae, Monodontomerinae, Toryminae, regroupant 1 500 espèces décrites.

## Morphologie

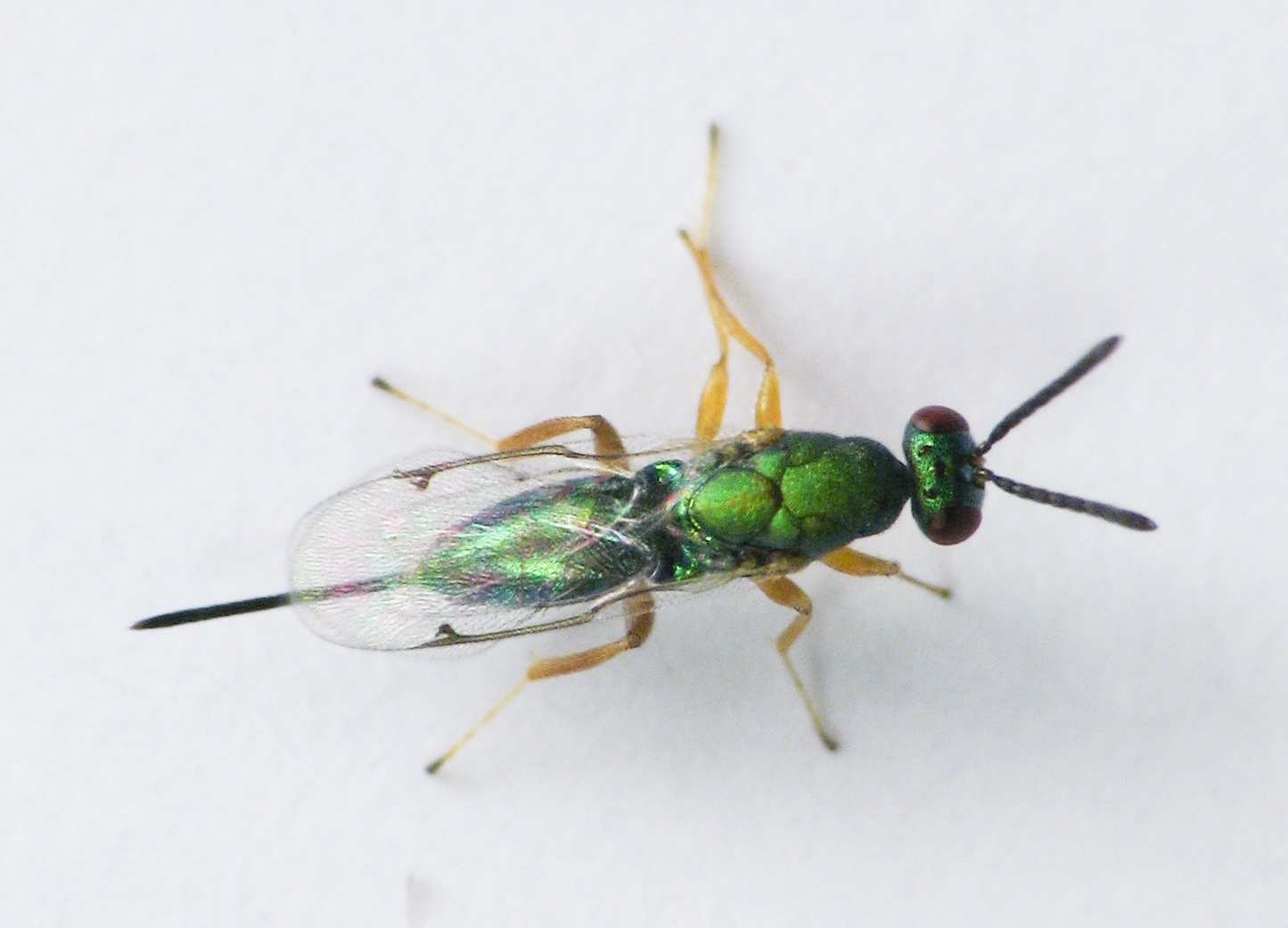
Torymus femelle.

Le corps est généralement allongé de 1,1 à 7,5 mm sans l'ovipositeur. Ce dernier est très long et peut dépasser la longueur du corps.
Ils sont souvent bleus ou verts avec des éclats métalliques. Antenne à 13 segments. Les hanches postérieures sont très fortes. Tarses à 5 segments.
- Taille relativement importante
- Souvent une carène occipitale sur la tête
- Dernier tergite (T7) échancré avec entre les 2 tubercules un tergite supplémentaire.
- Ovipositeur saillant, souvent très long.
- Souvent un vif éclat métallique.

Ils diffèrent des Chalcididae par leur vif éclat métallique et un prépectus bien développé.

## Liste des genres
Selon Catalogue of Life (19 octobre 2019) :
- genre Adontomerus
- genre Allotorymus
- genre Aloomba
- genre Amoturoides
- genre Anneckeida
- genre Austorymus
- genre Austroamotura
- genre Bootanelleus
- genre Bootania
- genre Bootanomyia
- genre Bortesia
- genre Chalcimerus
- genre Chrysochalcissa
- genre Cryptopristus
- genre Ditropinotus
- genre Ecdamua
- genre Echthrodape
- genre Eridontomerus
- genre Erimerus
- genre Exopristoides
- genre Exopristus
- genre Glyphomerus
- genre Gummilumpus
- genre Ianistigmus
- genre Idarnotorymus
- genre Idiomacromerus
- genre Lissotorymus
- genre Macrodasyceras
- genre Malostigmus
- genre Mangostigmus
- genre Mantiphaga
- genre Megastigmus
- genre Mesodiomorus
- genre Microdontomerus
- genre Monodontomerus
- genre Neomegastigmus
- genre Neopalachia
- genre Odopoia
- genre Oopristus
- genre Ophiopinotus
- genre Ovidia
- genre Palachia
- genre Palaeotorymus
- genre Palmon
- genre Paramegastigmus
- genre Perissocentrus
- genre Physothorax
- genre Platykula
- genre Plesiostigmodes
- genre Podagrion
- genre Podagrionella
- genre Pradontomerus
- genre Propachytomoides
- genre Propalachia
- genre Pseuderimerus
- genre Pseudotorymus
- genre Rhynchodontomerus
- genre Rhynchoticida
- genre Stenotorymus
- genre Torymoidellus
- genre Torymoides
- genre Torymus
- genre Westralianus
- genre Zaglyptonotus
- genre Zdenekius
- genre Zophodetus

## Biologie
Les femelles pondent à travers le tissu des plantes. Cette famille comprend des phytophages et des parasitoïdes. 
Les Idarninae et la plupart des Megastigminae (genre Megastigmus) sont phytophages et se développent aux dépens de graines de plantes (Cupressaceae, Pinaceae et Rosaceae arborescentes).
La plupart des Toryminae, beaucoup de Monodonteminae et quelques Megastigninae sont des parasitoïdes d'insectes gallicoles. Certains ne sont pas parasites mais se développent dans la galle après en avoir tué l'habitant.
Des Podagrioninae sont parasitoïdes oophages de Mantispidae (Podagrion spinola sur mante religieuse). Les Podagrionini sont exclusivement parasites d'oothèque de mantes.
femelles sont parfois phorétiques.
Des espèces sont hyperparasites de Pteromalidae attaquant les larves de coléoptères.
A Madagascar : Mantiphaga bekiliensis, Podagrion insidiosum, Podagrion longicaudum.